# Gaston Gibéryen
Gaston „Gast“ Gibéryen (* 29. Juni 1950 in Born) ist ein luxemburgischer Gewerkschafter, Politiker und ehemaliger ADR-Abgeordneter.

## Leben
Gaston Giberyén ist Mitbegründer der ADR, die sich anfangs noch „Aktiounskomitee 5/6“ (deutsch Aktionskomitee 5/6) nannte. Für die ADR saß er als Süd-Abgeordneter von 1989 bis 2020 ununterbrochen in der Chambre des Députés. Er war außerdem Fraktionsvorsitzender der ADR. Weiterhin war er von 1987 bis 1989 Vorsitzender seiner Partei.
Vom 1. Januar 1976 bis zum 31. Dezember 1981 war er Schöffe im Gemeinderat von Frisingen. Vom 1. Januar 1982 bis zum 25. November 2005 war er anschließend Bürgermeister. Am 13. Mai 2006 wurde er zum Ehrenbürgermeister ernannt. Seine Tochter Tania Gibéryen übernahm schließlich das Schöffen-Mandat. Für den Abgeordneten Fernand Kartheiser verzichtete sie außerdem auf ihr Abgeordneten-Mandat in der Chambre des Députés.
Als Gewerkschafter der Neutral Gewerkschaft Lëtzebuerg (deutsch Neutrale Gewerkschaft Luxemburg) war er vom 26. November 1989 bis zum 12. April 2003 ihr Vorsitzender.